# Loxostege floridalis
Loxostege floridalis là một loài bướm đêm trong họ Crambidae.